# Спинозо
Спино̀зо (на италиански: Spinoso) е село и община в Южна Италия, провинция Потенца, регион Базиликата. Разположено е на 649 m надморска височина. Населението на общината е 1538 души (към 2012 г.).